# Bloch MB.500
Le Bloch MB.500 était un avion bimoteur triplace d’école et de coopération avec les troupes au sol français conçu à la veille de la Seconde Guerre mondiale. Il n'a pas dépassé le stade expérimental.
Répondant sensiblement au même programme que le MB.800, ce rustique bimoteur dessiné par l’ingénieur Maurice Roussel devait pouvoir assurer des missions de perfectionnement, de reconnaissance et de coopération terrestre ou de bombardement léger. Monoplan à aile basse construit entièrement en bois, il se distinguait par un fuselage très effilé et un empennage bidérive contreventé posé sur l’étambot. Les roues du train principal se relevaient dans les fuseaux-moteurs, derrière des moteurs en étoile Lorraine 9 Na Algol de 300 ch.
L’unique prototype MB.500 fut achevé dans les ateliers Blériot de Suresnes, intégrés à la SNCASO dont Marcel Bloch avait été nommé administrateur délégué. Transporté ensuite à Buc, il y fut remonté avant de faire son premier vol le 1er septembre 1938 piloté par René le Bail. Renvoyé en atelier pour modifications, il reprit ses essais en janvier 1939, évalué en concurrence avec le SNCAC NC.510. Mais aucun de ces deux appareils ne fut retenu, le Potez 630 et ses dérivés ayant été préféré par l’Armée de l’Air.

## Sources
1. 1 2  (en) « Dassault Aviation, a major player to aeronautics », sur Dassault Aviation, a major player to aeronautics (consulté le 12 septembre 2020).